# Marie Antoine de Reiset
Pour les articles homonymes, voir Reiset.
Marie-Antoine, vicomte de Reiset, né le 29 novembre 1775 à Colmar et mort le 25 mars 1836 à Rouen, est un général français.

## Biographie

### Vie familiale

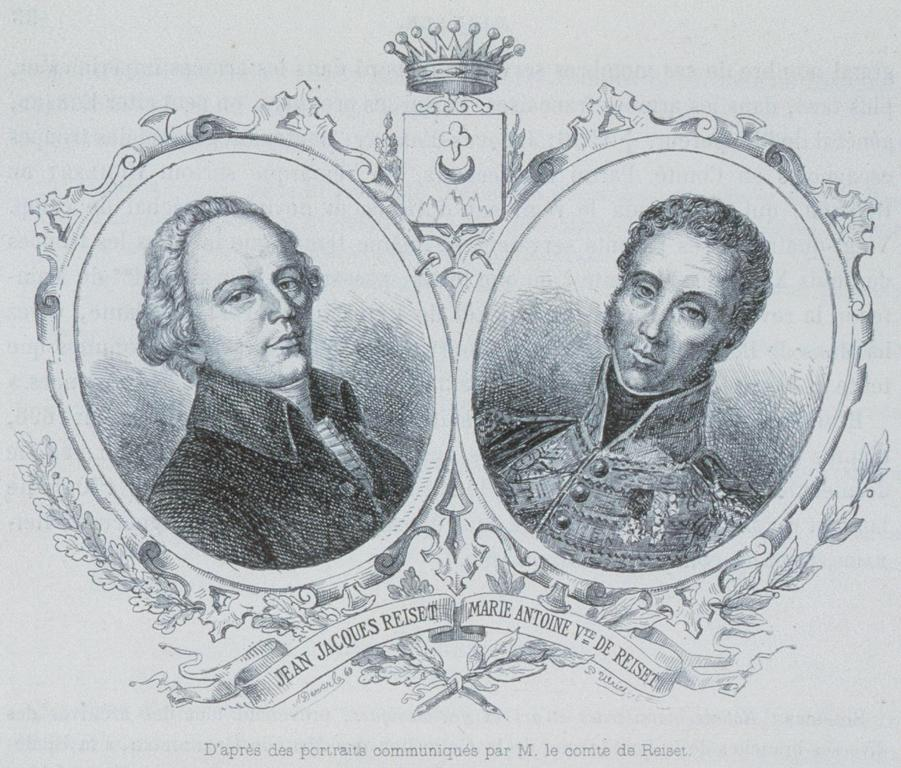
Portrait de Jean-Jacques et d'Antoine Marie de Reiset.

Issu d'une famille de la petite noblesse lorraine installée au XVe siècle dans le sud de l'Alsace, il est le septième enfant de Jean-Jacques de Reiset, seigneur de Boron et de Chavanatte, conseiller du roi, subdélégué de l'intendant d'Alsace, avocat au Conseil souverain d'Alsace, maître général des eaux et forêts, receveur général des finances du département du Haut-Rhin, et de Marie-Thérèse Carré de Beaudoin. Parmi les quinze frères et sœurs de Marie Antoine, on trouve Marie-Anne de Reiset qui était la fiancée du général alsacien Jean-Baptiste Kléber, jusqu'à l'assassinat de celui-ci au Caire en 1800. On trouve aussi Jacques Louis Étienne de Reiset, receveur général des finances et régent de la Banque de France.  
Il épouse en 1809 Anne Amélie Julliot de Fromont, issue d'une famille de bourgeois anoblis, née à l'hôtel de Cluny à Paris (la sœur d'Amélie, Henriette, épouse quant à elle Anne-Louis Clouet, futur général et premier aide de camp du maréchal Ney). De leur union naîtra Antoine Justin Henry, vicomte de Reiset (1815-1869), page du roi Charles X puis receveur des finances, qui épouse en 1853 Blanche Deschamps du Mery de Guitterie. Marie-Antoine de Reiset est l'oncle de Frédéric de Reiset, directeur des musées nationaux sous le Second Empire, et de Jules de Reiset, membre de l'Académie des sciences et homme politique. Il est aussi le grand-père du journaliste et écrivain Tony-Henri-Auguste de Reiset.

## États de service

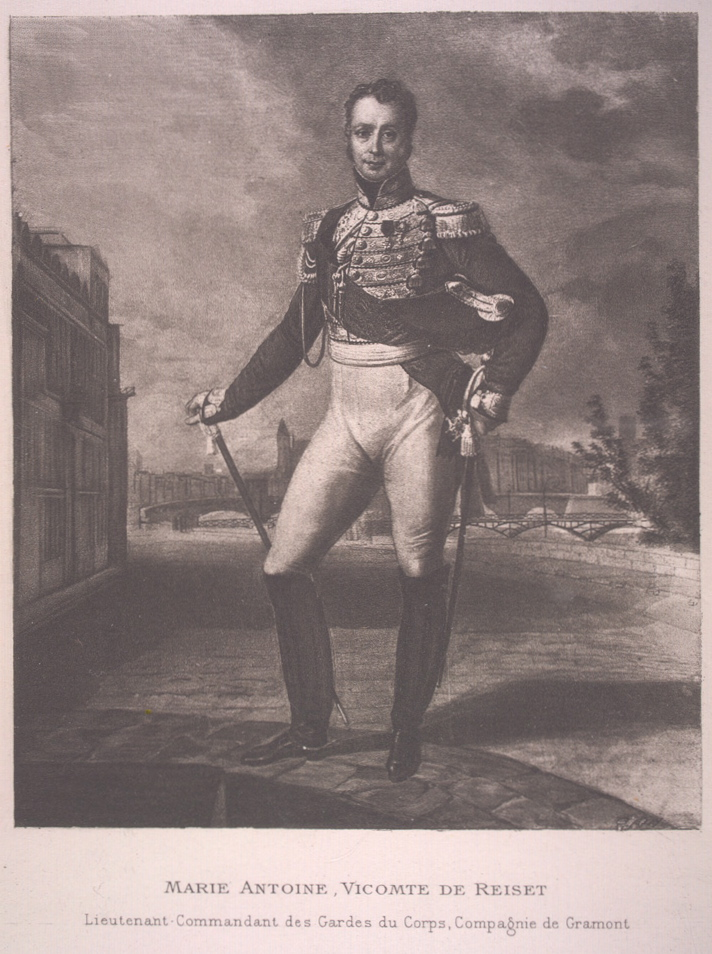
Portrait d'Antoine Marie de Reiset.

Il est incorporé au 4e bataillon de volontaires du Haut-Rhin en juin 1793, et il est blessé près de Wissembourg le 15 août 1793. Il est renvoyé dans ses foyers. Il se rengage au 14e régiment de dragons le 6 novembre 1794. Il passe sous-lieutenant à titre provisoire le 23 juillet 1794, et il est confirmé le 26 décembre 1795 au 9e régiment de dragons. Lieutenant le 16 septembre 1797 avec effet rétroactif au 25 décembre 1796, il sert dans l'état-major du général Moreau le 30 mars 1800, puis à l'état-major du général Richepanse le 30 avril 1800. Il est promu capitaine le 18 juin 1800, et chef d'escadron le 15 juin 1801. Le 3 novembre 1801, il est affecté au 17e régiment de dragons, et il est fait chevalier de la Légion d'honneur le 14 juin 1804.
À l'issue de la bataille d'Iéna où il s'est illustré, il est nommé sur ordre personnel de l'Empereur major le 4 novembre 1806. Il devient colonel le 31 mars 1809. Le 20 janvier 1810, il prend le commandement du 13e régiment de dragons, et il est mis en congé de réforme le 9 septembre 1812. Il est promu général de brigade le 8 février 1813, et il prend le commandement d'une brigade de la 3e division de cuirassiers du 1er corps de cavalerie de la Grande Armée le  6 mars 1813. Le 15 août 1813, il passe à la tête de la 2e brigade de la division de dragons du général Doumerc, et il est élevé au grade d'officier de la Légion d'honneur le 5 septembre 1813, puis au grade de commandeur  le 7 novembre suivant. Le 5 janvier 1814, il est désigné commandant d'armes à Mayence.
Lors de la Première Restauration, le roi Louis XVIII le nomme lieutenant des gardes du corps du roi le 1er juin 1814, poste qu'il occupe jusqu'au 21 septembre 1823. Il est fait chevalier de Saint-Louis le 15 juin 1814. Il est élevé au rang de grand officier de la Légion d'honneur le 15 juillet 1815. Il est promu au grade de lieutenant général, c'est-à-dire général de division, le 30 juillet 1823, et il commande la division de Catalogne du corps d'occupation en Espagne le 22 septembre 1823. Il est mis en disponibilité en janvier 1828. Le 23 mai 1830, il devient inspecteur général de cavalerie dans les 2e et 16e divisions militaires, et il est remis en disponibilité le 8 août 1830.
Le général de Reiset meurt le 25 mars 1836 à Rouen. Ses obsèques ont lieu dans l'église Saint-Vincent et il est inhumé au cimetière monumental de Rouen.

## Quelques faits d'armes
- À Schwanstadt le 28 décembre 1800, où il « prend de sa main » le général autrichien Löpper et fait mettre bas les armes à sa troupe.
- À Iéna en 1806, où, à la tête de son escadron,  il fait prisonnier le prince Auguste de Prusse et ses 500 fantassins ; il reçoit les félicitations de l'Empereur.
- À la bataille de Majadahonda le 11 août 1812, où son régiment prend une part importante à la défaite de l'avant-garde de Wellington.
- À Dresde en 1813, où il fait mettre bas les armes à plusieurs régiments. "Demandez-moi ce que vous voudrez, vous l'aurez", lui dit l'Empereur après cette action d'éclat.

## Blessures
- Tout au long de sa carrière militaire, à plusieurs reprises il échappe miraculeusement à la mort mais est grièvement blessé, notamment  à la prise de Wissembourg en juin 1793, à Engen en mars 1800 ou bien en Silésie en 1813.

## Décorations
- Grand officier de la Légion d'honneur le 15 juillet 1815 ;
- Chevalier de l'ordre royal et militaire de Saint-Louis le 15 juin 1814, puis,

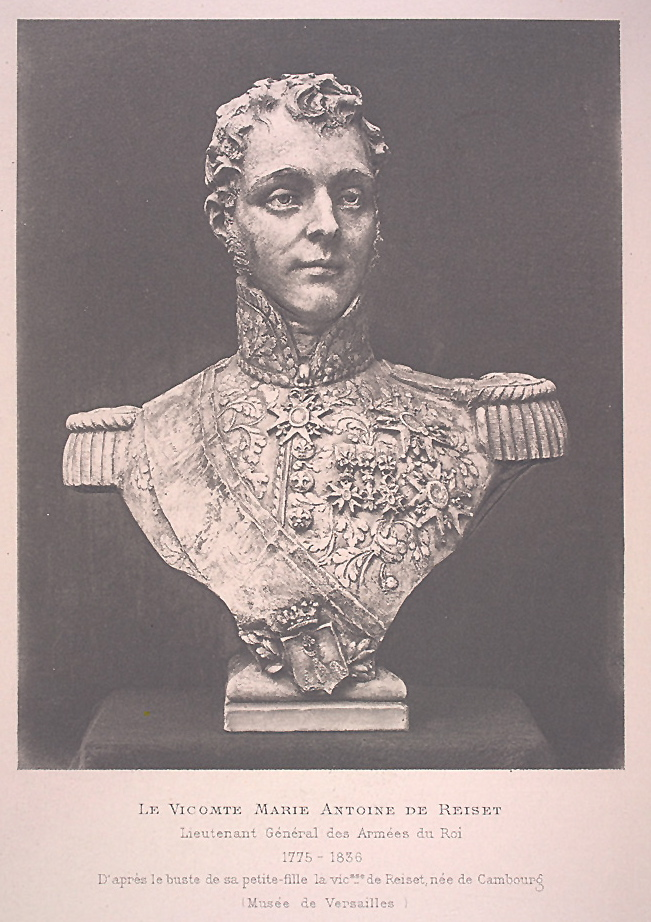
Buste du général de Reiset.

- Commandeur de l'Ordre royal et militaire de Saint-Louis le 1er mai 1821,
- Grand-croix de l'ordre de Charles III d'Espagne en 1823.

## Titres
- Chevalier de l'Empire par décret impérial du 15 août 1809 ;
- Baron de l'Empire par lettres patentes du 25 mars 1813 et décret impérial du 14 mai 1813 ;
- Vicomte par lettres patentes du 17 août 1822.

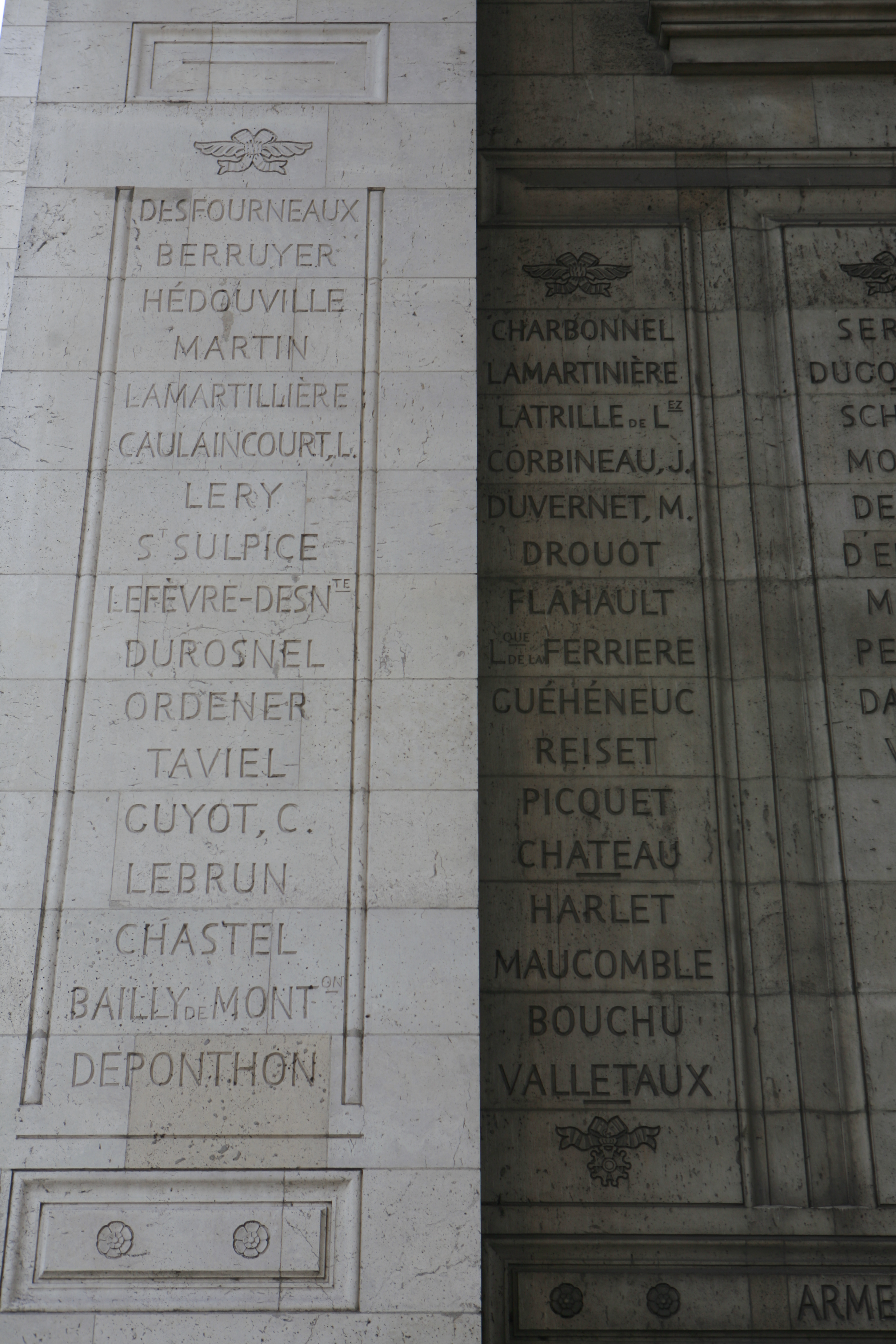
Noms gravés sous l'arc de triomphe de l'Étoile : pilier Ouest, 31e et.

## Hommage, honneurs, mentions…
- Le nom de REISET est gravé au côté Ouest de l’arc de triomphe de l’Étoile, à Paris.
- Une rue de la ville de Colmar porte actuellement son nom.

## Armoiries
« Armes de Chevalier de l'Empire : Parti au 1 : de sinople au coq d'argent, crêté, barbé et membré de gueules, surmonté de trois croissants, les pointes à dextres, d'or ; au 2 : d'argent à trois chevrons d'azur, l'un sur l'autre, accompagnés de trois dragons ailés de gueules ; le tout soutenu d'une champagne de gueules du tiers de l'écu au signe des chevaliers de l'Empire. »

« Armes de Baron de l'Empire : Parti au 1 : de sinople au coq d'argent, crêté, barbé et membré de gueules, surmonté de trois croissants, les pointes à dextres, d'or ; au 2 coupé au 1 : d'argent à trois chevrons d'azur l'un sur l'autre ; au 2 : d'or au dragon de sable lampassé et armée de gueules ; au franc-quartier des barons tirés de l'armée brochant sur le tout. »

## Publications
- Souvenirs du Lieutenant-général-Vicomte De Reiset[5] ; en 3 tomes : I : 1775-1810, II : 1810-1814, III : 1814-1836. Publiés par son petit-fils le vicomte Tony Henry Auguste de Reiset (Paris, Calmann Lévy, 1899, réimprimé par Wentworth Press Scholar Select, 2018.)

### Sources
- « Reiset (Marie-Antoine, vicomte de) », dans Pierre Larousse, Grand dictionnaire universel du XIXe siècle, Paris, Administration du grand dictionnaire universel, 15 vol., 1863-1890 [détail des éditions].
- Les papiers de Marie Antoine de Reiset et de sa famille sont conservés aux Archives nationales sous la cote 695AP aux Archives nationales.
- Service historique de la Défense – Château de Vincennes – Dossier cote : 7 Yd 1 014.